# Gnamptogenys crassicornis
Gnamptogenys crassicornis är en myrart som först beskrevs av Auguste-Henri Forel 1912.  Gnamptogenys crassicornis ingår i släktet Gnamptogenys och familjen myror. Inga underarter finns listade i Catalogue of Life.